# 미세 구조

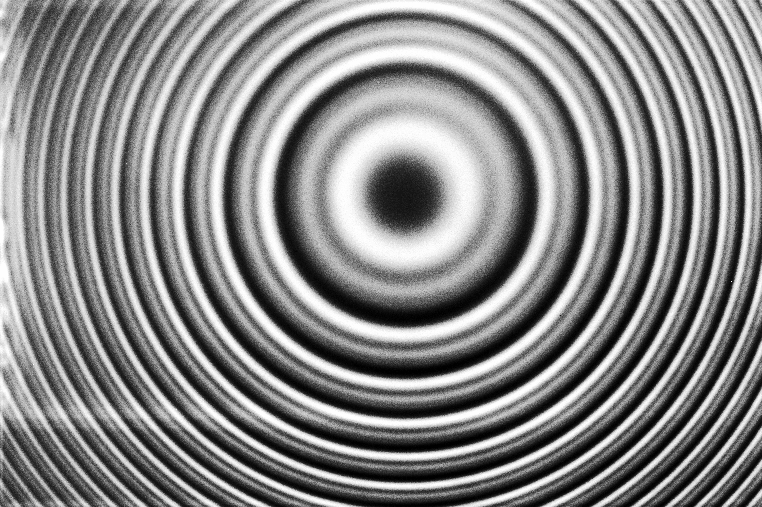
냉각 중수소 광원과 파브리-페로 간섭계에 의해 관찰되는 간섭 무늬. 중수소의 미세 구조가 관찰된다.

원자물리학에서 미세 구조(영어: Fine structure)는 전자 스핀과 비상대론적 슈뢰딩거 방정식에 대한 상대론적 수정으로 인한 원자의 스펙트럼 선 분할을 설명한다. 그것은 1887년 마이컬슨과 몰리에 의해 수소 원자에 대해 처음으로 정확하게 측정되었으며, 조머펠트에 의한 이론적 처리의 기초를 마련하여 미세 구조 상수를 도입했다.

## 배경
선 스펙트럼의 전체 구조는 스핀이 없는 비상대론적 전자의 양자 역학에 의해 예측된 선 스펙트럼이다. 수소 원자의 경우 전체 구조 에너지 준위는 주요 양자 수 n에만 의존한다. 그러나 보다 정확한 모델은 에너지 준위의 축퇴를 깨고 스펙트럼 선을 분할하는 상대론적 및 스핀 효과를 고려한다. 전체 구조 에너지에 대한 미세 구조 분할의 규모는 ( Zα ) 2 정도이며, 여기서 Z는 원자 번호이고 α는 미세 구조 상수이며, 대략 1/137과 같은 무차원 수이다.
미세 구조 에너지 보정은 섭동 이론을 사용하여 얻을 수 있다. 이 계산을 수행하려면 해밀토니언에 세 가지 수정 항을 추가해야 한다. 운동 에너지에 대한 1차 상대론적 수정, 스핀-궤도 결합으로 인한 수정, 전자의 양자 변동 운동 또는 치터베베궁에서 오는 다윈 항.
디랙의 이론은 자연적으로 상대성 및 스핀 상호 작용을 통합하기 때문에 이러한 수정은 디랙 방정식의 비상대론적 한계에서도 얻을 수 있다.

## 같이 보기
- 각운동량 결합